# سونا روبنیان
سونا هاکوبی روبنیان (ارمنی: Սոնա Հակոբի Ռուբենյան؛ زادهٔ ۱۴ دسامبر ۱۹۹۳) خواننده و ترانه‌سرا اهل ارمنستان است که در سال ۲۰۱۱ برنده پنجمین دوره مسابقه آوازخوانی های سوپراستار، نسخه ارمنستانی شوی تلویزیونی انگلیسیپاپ آیدل، شد. سونا روبنیان در سال ۲۰۱۴ نماینده ارمنستان در مسابقات بین‌المللی موج نو در یورمالای لتونی بود. روبنیان فارغ‌التحصیل کنسرواتوار دولتی کومیتاس ایروان می‌باشد. وی از سال ۲۰۰۱ میلادی در عرصه موسیقی فعالیت می‌کند.